# Sylvain Bellemare
Pour les articles homonymes, voir Bellemare.
 (janvier 2019).
Sylvain Bellemare, né à Montréal le 20 février 1968, est un ingénieur du son et un concepteur sonore canadien (québécois), mieux connu internationalement comme monteur son du film Premier Contact (2016), travail pour lequel il remporte le BAFTA du meilleur son (avec ses collègues Claude La Haye et Bernard Gariépy Strobl) et l'Oscar du meilleur montage de son à la 89e cérémonie des Oscars.

## Biographie
Sylvain Bellemare est né le 20 février 1968 à Montréal. Il grandit dans les années 70, époque où la musique et le cinéma se croisent de plus en plus. Très jeune il est marqué par les bandes sonores d’ Ennio Morricone et de John Cage.
Durant ses années à l’école secondaire Paul Gerin Lajoie, il joue dans plusieurs pièces de théâtre et veut alors devenir comédien.
A 18 ans il part en sac à dos pendant un an en Europe. Il séjournera plusieurs semaines derrière le rideau de fer, son séjour à Berlin va le marquer profondément.
À son retour il rentre au Collège Brebeuf en lettre et communication.
A 19 ans il découvre Yma Sumac et son album “Sound of the jungle” l’inspire beaucoup il est capté par l’aspect cinématographique de sa voix, dès lors, il veut devenir concepteur sonore.
Après ses études, il reste comme appariteur en communication, durant ses années à brebeuf il aura travaillé sur plus d’une centaine de productions étudiantes.
Il commence alors à travailler en prise de son sur les plateaux de tournages tout en étudiant en anthropologie à l’université de Montréal. En 1993 Sylvain décide d’arrêter l’anthropologie avec un majeur.
Il commence à travailler au cinéma en 1993, comme assistant de l'équipe son du film De l'amour et des restes humains (Love and Human Remains) de Denys Arcand. 
Après plusieurs films comme assistant monteur son il fait la conception sonore de son premier long métrage Zig Rail d’Andre Turpin ce film lui permettra de s’implanter dans le milieu du son dans le cinéma québécois.
Il gagne ses premiers prix en 2011 avec Incendies de Denis Villeneuve et La part d’ombre de Charles Gervais.
Il a travaillé à plusieurs reprises avec le réalisateur français Bertrand Bonello et les réalisateurs québécois André Turpin, Philippe Falardeau, Stéphane Lafleur, Denis Villeneuve, Ian Lagarde, Emilie Mannering et Louise Archambault

## Filmographie partielle
- 1993 : De l'amour et des restes humains (Love and Human Remains) de Denys Arcand
- 1996 : Cosmos de Jennifer Alleyn, Manon Briand, Marie-Julie Dallaire, Arto Paragamian, André Turpin et Denis Villeneuve
- 1998 : Un 32 août sur terre de Denis Villeneuve
- 2000 : La Moitié gauche du frigo de Philippe Falardeau
- 2001 : Un crabe dans la tête d'André Turpin
- 2001 : Le Pornographe de Bertrand Bonello
- 2003 : Tiresia de Bertrand Bonello
- 2006 : Congorama de Philippe Falardeau
- 2007 : Continental, un film sans fusil de Stéphane Lafleur
- 2008 : C'est pas moi, je le jure! de Philippe Falardeau
- 2009 : Mères et Filles de Julie Lopes-Curval
- 2010 : Incendies de Denis Villeneuve
- 2011 : En terrains connus de Stéphane Lafleur
- 2011 : Monsieur Lazhar de Philippe Falardeau
- 2012 : Une vie meilleure de Cédric Kahn
- 2012 : Inch'Allah de Anaïs Barbeau-Lavalette
- 2013 : Gabrielle de Louise Archambault
- 2014 : Tu dors Nicole de Stéphane Lafleur
- 2014 : L'Amour au temps de la guerre civile de Rodrigue Jean
- 2015 : Guibord s'en va-t-en guerre de Philippe Falardeau
- 2015 : Endorphine d'André Turpin
- 2016 : The Bleeder de Philippe Falardeau
- 2016 : Premier Contact (Arrival) de Denis Villeneuve
- 2019 : Les Fleurs oubliées d'André Forcier
- 2022 : Viking de Stéphane Lafleur
- 2023 : Le Temps d'un été de Louise Archambault

## Distinctions
- 2017 : Oscar du meilleur montage son - Premier Contact
- 2016 : AMPS Feature Film Awards - Premier Contact
- 2016 : BAFTA du meilleur son - Premier Contact (honneur partagé avec Claude La Haye et Bernard Gariépy Strobl)
- 2015 : Jutra - Tu dors Nicole
- 2012 : Jutra - Monsieur Lazhar
- 2011 : Jutra - Incendies
- 2011 : Prix Génie du meilleur son - Incendies
- 2011 : Prix Gémeaux du meilleur son - La Part d'ombre